# 技術経営修士（専門職）
技術経営修士（専門職）(ぎじゅつけいえいしゅうし せんもんしょく、Master of Management of Technology)とは、いわゆるMOT、即ち技術経営分野の学位である。MOTプログラムを設置している大学院で授与する。日本では専門職大学院専門職学位課程にて授与する専門職学位のひとつとされる。専門職学位としての技術経営修士の学位名称は技術経営修士（専門職）と表記される。

## 技術経営修士とは
技術経営修士(以下MOT)いわゆるMOTは経営学修士即ちMBAと並ぶ経営分野の学位である。MOTは、技術を用いたビジネスモデルを構築できる人材を養成し、具体的には技術経営を活用することのできる最高経営責任者(CEO)、最高技術責任者(CTO)や最高情報責任者(CIO)として活躍できる人材育成が目指されることが多い。特に技術投資により経営成果を挙げる戦略性を修得することが重視されている。